# Philippe Gilbert
Philippe Gilbert (ur. 5 lipca 1982 w Verviers) – belgijski kolarz szosowy, mistrz świata w wyścigu ze startu wspólnego (2012) i zwycięzca rankingu UCI World Tour 2011.

## Kariera
W zawodowym peletonie Philippe Gilbert startuje od 2003. Rok później wziął udział w igrzyskach olimpijskich w Atenach, zajmując 46. miejsce w wyścigu ze startu wspólnego. Pierwsze większe sukcesy osiągnął w 2006, kiedy wygrał m.in. Grand Prix de Wallonie i Omloop Het Nieuwsblad. Później wygrywał ponownie Omloop Het Nieuwsblad (2008), Paryż-Tours (2008, 2009), Giro del Piemonte i Giro di Lombardia (2009, 2010), Amstel Gold Race (2010, 2011), La Flèche Wallonne, Amstel Gold Race, Liège-Bastogne-Liège, Clásica de San Sebastián, Grand Prix de Wallonie oraz Belgium Tour (2011). W 2011 stał się drugim w historii kolarzem, który w jednym roku wygrał wszystkie wyścigi z tzw. „tryptyku ardeńskiego”: Amstel Gold Race, La Flèche Wallonne i Liège-Bastogne-Liège. Przed nim dokonał tylko Włoch Davide Rebellin w 2004. W sezonie 2010 zajął drugie miejsce w klasyfikacji generalnej UCI World Tour, ulegając tylko Hiszpanowi Joaquimowi Rodríguezowi. W sezonie 2011 wygrał 10 z 27 wyścigów i z dużą przewagą zwyciężył. Na rozgrywanych w 2012 mistrzostwach świata w Valkenburgu zwyciężył w wyścigu ze startu wspólnego. W zawodach tych wyprzedził bezpośrednio Norwega Edvalda Boassona Hagena i Hiszpana Alejandro Valverde. Na tej samej imprezie, wspólnie z kolegami z BMC Racing Team zdobył srebro w drużynowej jeździe na czas. W tym samym roku wystąpił na igrzyskach olimpijskich w Londynie, zajmując 19. miejsce ze startu wspólnego i 17. w indywidualnej jeździe na czas.
W 2019 wygrał wyścig Paryż-Roubaix. Podczas Vuelta a España wygrał etap 12. z metą w Bilbao oraz 17. z metą w Guadalajarze.
Startował także w kolarstwie przełajowym, ale bez większych sukcesów.

## Najważniejsze osiągnięcia
2006
- 1. miejsce w Omloop Het Volk
- 1. miejsce w Grand Prix de Wallonie
- 1. miejsce w Grand Prix de Fourmies

2008
- 1. miejsce w Omloop Het Volk
- 1. miejsce w Challenge Mallorca
- 1. miejsce w Paryż-Tours

2009
- 1. miejsce na 20. etapie Giro d’Italia
- 1. miejsce w Ster Elektrotoer
- 1. miejsce w Paryż-Tours
- 1. miejsce w Coppa Sabatini
- 1. miejsce w Giro del Piemonte
- 1. miejsce w Giro di Lombardia

2010
- 1. miejsce na 1. etapie Belgium Tour
- 1. miejsce w Amstel Gold Race
- 1. miejsce na 3. i 19. etapie Vuelta a España
- 1. miejsce w Giro del Piemonte
- 1. miejsce w Giro di Lombardia

2011
- 1. miejsce w mistrzostwach Belgii (start wspólny)
- 1. miejsce w mistrzostwach Belgii (jazda ind. na czas)
- 1. miejsce na 1. etapie Volta ao Algarve
- 1. miejsce w Strade Bianche
- 1. miejsce na 5. etapie Tirreno-Adriático
- 1. miejsce w Brabantse Pijl
- 1. miejsce w Amstel Gold Race
- 1. miejsce w La Flèche Wallonne
- 1. miejsce w Liège-Bastogne-Liège
- 1. miejsce w Belgium Tour
- 1. miejsce w Ster ZLM Toer
- 1. miejsce na 1. etapie Tour de France
- 1. miejsce w Clásica de San Sebastián
- 2. miejsce w Eneco Tour
  - 1. miejsce na 3. etapie
- 1. miejsce w Grand Prix Cycliste de Québec
- 1. miejsce w Grand Prix de Wallonie
- 1. miejsce w klasyfikacji UCI World Tour

2012
- 1. miejsce w mistrzostwach świata (start wspólny)
- 2. miejsce w mistrzostwach świata (jazda druż. na czas)
- 1. miejsce na 9. i 19. etapie Vuelta a España
- 3. miejsce w La Flèche Wallonne

2013
- 2. miejsce w Brabantse Pijl
- 2. miejsce w mistrzostwach Belgii (jazda ind. na czas)
- 3. miejsce w Belgium Tour
- 5. miejsce w Amstel Gold Race
- 7. miejsce w Liège-Bastogne-Liège
- 1. miejsce na 12. etapie Vuelta a España

2014
- 1. miejsce w Amstel Gold Race
- 1. miejsce w Brabantse Pijl
- 10. miejsce w La Flèche Wallonne
- 8. miejsce w Liège-Bastogne-Liège
- 4. miejsce w Belgium Tour
- 1. miejsce w Ster ZLM Toer
  - 1. miejsce na 4. etapie
- 1. miejsce w Tour of Beijing
  - 1. miejsce na 2. etapie

2015
- 10. miejsce w Amstel Gold Race
- 1. miejsce na 12. i 18. etapie Giro d’Italia
- 2. miejsce w Clásica de San Sebastián
- 7. miejsce w Grand Prix Cycliste de Québec
- 9. miejsce w Grand Prix Cycliste de Montréal

2016
- 1. miejsce w Vuelta a Murcia

2017
- 2. miejsce w Dwars door Vlaanderen
- 2. miejsce w E3 Harelbeke
- 1. miejsce w Driedaagse van De Panne-Koksijde
  - 1. miejsce na 1. etapie
- 1. miejsce w Ronde van Vlaanderen
- 1. miejsce w Amstel Gold Race
- 1. miejsce na 2. etapie Tour de Suisse

2018
- 3. miejsce w Vuelta a Murcia
- 2. miejsce w E3 Harelbeke
- 3. miejsce w Ronde van Vlaanderen

2019
- 1. miejsce w Paryż-Roubaix
- 1. miejsce na 12. i 17. etapie Vuelta a España

2022
- 1. miejsce w Quatre Jours de Dunkerque
  - 1. miejsce na 3. etapie
- 3. miejsce w Circuit de Wallonie

## Rankingi
| Rok                | 2001  | 2002  | 2003 | 2004 | 2005 | 2006 | 2007 | 2008 | 2009 | 2010 | 2011 | 2012 | 2013 | 2014 | 2015 | 2016 | 2017 | 2018 | 2019 | 2020 | 2021 | 2022 |
| ------------------ | ----- | ----- | ---- | ---- | ---- | ---- | ---- | ---- | ---- | ---- | ---- | ---- | ---- | ---- | ---- | ---- | ---- | ---- | ---- | ---- | ---- | ---- |
| UCI World Ranking  | 1661. | 1511. | 242. | 47.  |      |      |      |      |      |      |      |      |      |      |      |      |      |      |      |      |      |      |
| Puchar Świata      | -     | -     | -    | 15.  |      |      |      |      |      |      |      |      |      |      |      |      |      |      |      |      |      |      |
| UCI ProTour        |       |       |      |      | 98.  | 67.  | -    | 125. |      |      |      |      |      |      |      |      |      |      |      |      |      |      |
| UCI World Calendar |       |       |      |      |      |      |      |      | 9.   | 2.   |      |      |      |      |      |      |      |      |      |      |      |      |
| UCI World Tour     |       |       |      |      |      |      |      |      |      |      | 1.   | 46.  | 54.  | 14.  | 29.  | 190. | 11.  | 37.  |      |      |      |      |
| World Ranking      |       |       |      |      |      |      |      |      |      |      |      |      |      |      |      | 68.  | 10.  | 31.  | 44.  | 169. | 165. | 141. |
| UCI Europe Tour    |       |       |      |      |      |      |      |      |      |      |      |      |      |      |      | 14.  | 70.  | 58.  | 34.  | 139. | 142. | 118. |
| UCI Asia Tour      |       |       |      |      |      |      |      |      |      |      |      |      |      |      |      | 122. | -    | 388. |      |      |      |      |
| UCI America Tour   |       |       |      |      |      |      |      |      |      |      |      |      |      |      |      | 357. | -    | -    |      |      |      |      |
|                    |       |       |      |      |      |      |      |      |      |      |      |      |      |      |      |      |      |      |      |      |      |      |
| Źródło: UCI        |       |       |      |      |      |      |      |      |      |      |      |      |      |      |      |      |      |      |      |      |      |      |